# Inštitut za arheologijo (ZRC SAZU)
Inštitut za arheologijo deluje pod okriljem Znanstvenoraziskovalnega centra Slovenske akademije znanosti in umetnosti. Ustanovljen je bil leta 1972. Predhodnici sta bili Arheološka komisija (1947–1948) in Sekcija za arheologijo zgodovinskega inštituta SAZU (1948–1972).

## O delovanju inštituta
Že od samega začetka je bil program dela usmerjen v temeljne raziskave, zlasti arheološko topografijo Slovenije, evidenco arheološkega gradiva, proučevanje antičnih napisov, raziskovanje poselitve in arheološko bibliografijo. Zgodaj so bila organizirana tudi obsežna terenska raziskovanja na ozemlju Slovenije. Med odmevnejša sodijo izkopavanja v kamenodobnem najdišču Divje babe v dolini Idrijce (najdba najstarejše piščali), bakrenodobnem kolišču Stare gmajne na Ljubljanskem barju (najdba lesenega kolesa) in na poznoantičnih zgodnjekrščanskih središčih Kučar nad Podzemljem v Beli krajini ter Tonovcev grad pri Kobaridu. Sodelavci inštituta so ves čas pripravljali tudi sintetična dela, katerih rezultat je temeljni register arheološke dediščine Arheološka najdišča Slovenije (1975), in serija monografskih del. Inštitut ima obsežno knjižnico in izdaja osrednjo slovensko arheološko revijo Arheološki vestnik ter zbirki Opera Instituti archaeologici Sloveniae in E-Monographiae Instituti Archaeologici Sloveniae.

## Raziskovalci Inštituta za arheologijo

### Predstojnicainštituta
Jana Horvat, arheologinja

### Znanstveniki
- Maja Andrič, palinologinja
- Dragan Božič, arheolog
- Slavko Ciglenečki, arheolog
- Janez Dular, arheolog
- Andrej Pleterski, arheolog, zgodovinar in etnolog
- Marjeta Šašel Kos, arheologinja in klasična filologinja
- Borut Toškan, arheolog
- Ivan Turk, arheolog
- Anton Velušček, arheolog

### Dosedanji predstojniki sekcije oziroma inštituta
- Josip Korošec (1948–1959)

- Srečko Brodar (1959–1972)

- Mitja Brodar (1972–1982)

- Janez Dular (1982–2000)

- Jana Horvat (od 2001)